# Pylopaguropsis atlantica
Pylopaguropsis atlantica är en kräftdjursart som beskrevs av Ed F. Wass 1963. Pylopaguropsis atlantica ingår i släktet Pylopaguropsis och familjen eremitkräftor. Inga underarter finns listade i Catalogue of Life.